# Folke Sundquist
Folke Sundquist (Falun, 4 de noviembre de 1925-Malmö, 13 de enero de 2009) fue un actor de cine y teatro sueco. Apareció en más de veinte películas entre 1951 y 1968. Protagonizó Un solo verano de felicidad (1951), que ganó el Oso de oro en el Festival Internacional de Cine de Berlín, y desempeñó un papel secundario como uno de los autoestopistas en Smultronstället (1957) de Ingmar Bergman.

## Biografía
Sundquist nació en el pueblo minero de Falun en el centro de Suecia, cerca del lago Runn. Desde principios de la década de 1940, después de la escuela secundaria, estudió actuación en la escuela de teatro del Teatro Municipal de Gotemburgo (Göteborgs Stadsteater). Allí hizo su debut en el escenario como actor de teatro en 1947. En septiembre de 1947 protagonizó allí la nueva producción de la obra de teatro El sueño de August Strindberg. También apareció en el Teatro Municipal de Gotemburgo en la obra Hans Nåds Testamente (El Testamento de Su Gracia) de Hjalmar Bergman; su pareja en esta obra en ese momento era la joven actriz Ulla Jacobsson.
En 1950, Sundquist se comprometió con el Teatro Municipal de Malmö (Malmö Stadsteater); permaneció vinculado a este teatro en los treinta años de su carrera escénica. Como actor, Sundquist interpretó un amplio repertorio que incluía obras de William Shakespeare, teatro escandinavo de principios de siglo, pero también obras de teatro moderno y contemporáneo. Sundquist interpretó papeles tanto serios como cómicos; También realizó viajes ocasionales a operetas y musicales.
Ha aparecido en Noche de reyes, Andrómaca, La dama de las camelias (1956 como Armando Duval con Inga Tigblad en el papel principal), en las comedias Invitación al castillo y La orquesta de Jean Anouilh, en la comedia Scandalskolan (La escuela del escándalo) de Richard Brinsley Sheridan y en los musicales My Fair Lady e Irma la dulce. En 1954 interpretó al estudiante en la obra de cámara de Strindberg Spöksonaten (La sonata fantasma), dirigida por Ingmar Bergman. En 1955 fue el narrador (Muerte) en la obra de un acto de Bergman Trämålning (Pintura de madera), el núcleo de la película posterior de Bergman El séptimo sello. En 1958, Bergman dirigió el papel de Sune en Sagan de Hjalmar Bergman. En 1958, bajo la dirección de Ingmar Bergman, Sundquist también interpretó a Valentin en Urfaust, el primer borrador de Fausto de Johann Wolfgang von Goethe. También asumió el cargo en 1958 bajo la dirección de Bergman Erik en la obra popular Värmlänningarna de Fredrik August Dahlgren (1816-1895). En 1983 terminó su carrera como actor en el Teatro Municipal de Malmö con el papel principal en la comedia Tartufo de Molière.

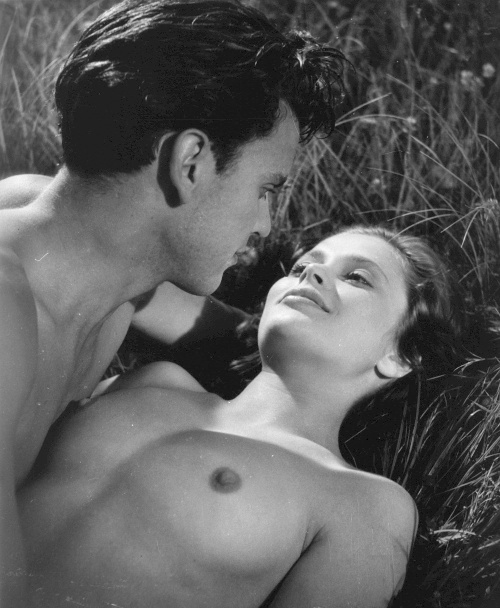
Sundquist y Ulla Jacobsson en Un solo verano de felicidad (1951) de Arne Mattsson.

Sundquist también trabajó en cine y televisión. Entre 1951 y 1968, final de su carrera cinematográfica, realizó una veintena de películas y telefilmes; a partir de entonces, Sundquist se dedicó exclusivamente a su carrera como actor de teatro. Sundquist fue descubierto para el cine por el director sueco Arne Mattsson en una representación de Testamente de Hans Nåd en Gotemburgo. Luego eligió a Sundquist y Jacobsson en su película dramática Un solo verano de felicidad (1951). Sundquist interpretó al graduado de secundaria Göran Stendahl, quien se enamora de la granjera Kerstin durante las vacaciones de verano en el campo. Una breve escena de amor, en la que Sundquist y Jacobsson aparecían completamente desnudos, causó gran revuelo en la época.
Bajo la dirección de Mattsson, también interpretó al estudiante Torben Altman en el drama romántico För min heta ungdoms skull (1952), a un recluso en la película dramática Kärlekens bröd (1953) y al empresario Christer Berg en su última película, Bamse (1968), donde se le volvió a ver junto a Ulla Jacobsson. Para el cine también trabajó junto a Ingmar Bergman. En su película dramática Smultronstället (1957) encarnó al autoestopista Anders y fue uno de los admiradores del personaje de Sarah.
Tras el final de su carrera, Sundquist se dedicó a proyectos de ayuda humanitaria en la década de 1980, incluso en Grecia. Sin embargo, msa tarde regresó a su país natal, asentándose en Malmö, donde murió después de una breve enfermedad a la edad de 83 años. Está enterrado en el cementerio de Limhamn.

## Filmografía seleccionada
- Un solo verano de felicidad (1951)
- För min heta ungdoms skull (1952)
- Kärlekens bröd (1953)
- Salka Valka (1954)
- Förtrollad vandring (1954)
- Die Toteninsel (1955)
- Litet bo (1956)
- Flickan i frack (1956)
- Smultronstället (1957)
- Primavera de la vida (1957)
- Venetianskan (1958)
- Rabies (1958)
- Ljuvlig är sommarnatten (1961)
- La hora del lobo (1968)
- Bamse (1968)